# ساوا (ماداگاسکار)
ساوا (Sava Region) یکی از ۲۲ منطقه کشور ماداگاسکار است که در بخش شمالی ساحل شرقی کشور و در جنوب منطقه دیانا واقع شده است.

## ناحیه ها
منطقه ساوا از ۴ ناحیه تشکیل شده است:
- آنداپا (Andapa)
- آنتالاها (Antalaha)
- سامباوا (Sambava)
- ووهمار (Vohemar)